# Jacamar del Purús
El jacamar del Purús (Galbalcyrhynchus purusianus) és una espècie d'ocell de la família dels galbúlids (Galbulidae) que habita boscos de ribera de l'est i sud-est del Perú, nord de Bolívia i oest de l'Amazònia del Brasil.